# Дубровки (сельское поселение Смирновское)
Дубровки — деревня в Московской области России. Входит в городской округ Солнечногорск. Население — 1 чел. (2010).

## География
Деревня Дубровки расположена на севере Московской области, в северной части округа, примерно в 19 км к северу от центра города Солнечногорска, у границы с Дмитровским и Клинским районами. К деревне приписано садоводческое товарищество. Рядом с деревней протекает река Лутосня. Ближайшие населённые пункты — деревни Костюнино, Попелково и Починки.

## Население
| 1852 | 1859 | 1899 | 1926 | 2002 | 2010 |
| ---- | ---- | ---- | ---- | ---- | ---- |
| 60   | ↘54  | ↘40  | ↘27  | ↘1   | →1   |

## История
В середине XIX века — сельцо 1-го стана Клинского уезда Московской губернии в 81 версте от столицы и 15 верстах от уездного города, близ Воскресенского тракта. Принадлежала статскому советнику Дмитрию Александровичу Давыдову, дворовых 24 души мужского пола и 36 душ женского, 6 дворов.
В «Списке населённых мест» 1862 года — владельческое сельцо 1-го стана Клинского уезда по правую сторону Дмитровского тракта от города Клина, в 15 верстах от уездного города и 20 верстах от становой квартиры, при реке Лукноше, с 7 дворами и 54 жителями (21 мужчина, 33 женщины).
По данным на 1899 год — сельцо Соголевской волости 2-го стана Клинского уезда с 40 жителями.
В 1913 году — 17 дворов, имение Егорова.
С 1994 до 2006 гг. деревня входила в Вертлинский сельский округ Солнечногорского района.
С 2005 до 2019 гг. деревня включалась в Смирновское сельское поселение Солнечногорского муниципального района.
С 2019 года деревня входит в городской округ Солнечногорск, в рамках администрации которого относится с территориальному управлению Смирновское.